# Zonitis bizonata
Zonitis bizonata là một loài bọ cánh cứng trong họ Meloidae. Loài này được MacLeay miêu tả khoa học năm 1872.